# Michał Przybysz
Michał Przybysz ps. „Młot” (ur. 11 września 1890 w Kiączynie, zm. 1 lipca 1984 w Kościanie) – żołnierz armii niemieckiej, armii wielkopolskiej, kapitan Wojska Polskiego II RP i major ludowego Wojska Polskiego, kawaler Orderu Virtuti Militari.

## Życiorys
Urodził się w rodzinie Józefa i Marii z d. Dudych. Absolwent szkoły powszechnej w Kaźmierzu i szkoły budowy maszyn w Bochum. W 1912 został zmobilizowany do armii niemieckiej. W czasie I wojny światowej w stopniu sierżanta walczył na froncie zachodnim. Od 15 stycznia uczestnik powstania wielkopolskiego w składzie 1 kompanii poznańskiej w 4 pułku piechoty. Pełnił tam funkcję zastępcy dowódcy kompanii. Brał udział w walkach m.in. pod Szubinem i Rynarzewem.
Następnie już w szeregach Wojska Polskiego także w składzie 4 pułku piechoty przemianowanego na 58 pułk piechoty brał udział w wojnie polsko-bolszewickiej na stanowisku dowódcy 9 kompanii.   
Szczególnie zasłużył się „wykazując inicjatywę i osobiste męstwo w walkach nad Szczarą, Żabiczem i Próżanami”. Za tę postawę został odznaczony Orderem Virtuti Militari.
Od 31 grudnia 1920 brał udział w przygotowaniach do III powstania śląskiego na terenie powiatu kluczborskiego, gdzie posługiwał się pseudonimem „Młot”. Po wybuchu powstania jako dowódca IX batalionu 9 pułku piechoty.
Po zakończeniu walk powstańczych wrócił do macierzystego 58 pułku na stanowisko dowódcy kompanii. W 1927 przeniesiony do 16 batalionu KOP na stanowisko dowódcy kompanii granicznej .
Z dniem 28 lutego 1933 został przeniesiony w stan spoczynku. Pracował później w administracji państwowej i prowadził prywatny tartak w Lesznie do czasu wybuchu wojny. Podczas okupacji został wysiedlony przez Niemców, po jej zakończeniu wrócił i nadal zajmował się prowadzeniem tartaku aż do czasu jego upaństwowienia w 1951. Zmarł w Kościanie, został pochowany na cmentarzu w Lesznie.

## Życie prywatne
Był żonaty z Marią z d. Przymuszał. Mieli dwoje dzieci: Kazimierza - żołnierz AK (ur. 1924) i Gabrielę (ur. 1930).

## Awanse
- sierżant – ok. 1917 (w armii niemieckiej)[1]
- podporucznik – 22 czerwca 1919[1]
- porucznik – 1 kwietnia 1920[1]
- kapitan – 12 kwietnia 1927 ze starszeństwem z 1 stycznia 1927 i 2. lokatą w korpusie oficerów piechoty[4][1]
- major rezerwy – 1972[1]

## Ordery i odznaczenia
- Krzyż Srebrny Orderu Wojskowego Virtuti Militari nr 0601 (13 kwietnia 1921)[1][5]
- Krzyż Kawalerski Orderu Odrodzenia Polski[1]
- Krzyż Walecznych (dwukrotnie)[1]
- Medal Niepodległości (20 grudnia 1932)[6][7]
- Srebrny Krzyż Zasługi (18 marca 1932)[8]
- Wielkopolski Krzyż Powstańczy (6 grudnia 1957)
- Krzyż na Śląskiej Wstędze Waleczności i Zasługi[1]
- Gwiazda Górnośląska[1]